# Keep Right
Keep Right to dziesiąty solowy album rapera KRS-One.

## Lista utworów
1. "Club Shoutouts"
2. "Are You Ready for This?"
  - Produkcja Domingo
3. "Illegal Business (Remix 2004)"
  - Produkcja Domingo
  - Scratch Sir K
4. "The Prayer of Afrika Bambaataa"
  - Gościnnie Afrika Bambaataa
5. "You Gon Go"
  - Produkcja Ten
6. "Phucked"
  - Produkcja Ten
7. "A Call To Order"
  - Gościnnie Afrika Bambaataa
8. "Everybody Rise"
  - Gościnnie L da Headtoucha
  - Produkcja Soul Supreme
9. "Stop Skeemin'"
  - Produkcja Rich Nice
10. "And Then Again"
  - Gościnnie Minister Server
  - Produkcja B. Creative
11. "My Mind is Racing"
  - Produkcja The Moth
12. "Here We Go"
  - Gościnnie Mix Master Mike
  - Produkcja DJ Q-Bert
13. "Me Man"
  - Gościnnie Minister Server
  - Produkcja Domingo
14. "Feel This"
  - Produkcja Gato
15. "Dream"
  - Gościnnie Minister Server
16. "I Been There"
  - Produkcja B. Creative
17. "Freestyle Ministry (Sever Verbals)"
  - Gościnnie (Minister Server)
  - Produkcja Daneja
18. "The I"
  - Gościnnie Mad Lion
19. "Bucshot Shoutout"
20. "Rap History"
  - Gościnnie Afrika Bambaataa
  - Produkcja Gato
21. "Let 'em Have It"
  - Produkcja Soul Supreme
22. "Still Spittin'"
  - Gościnnie Akbar, An Ion, Illin' P, L da Headtoucha, Supastition
  - Produkcja Daneja
23. "The Cutclusion"
  - Produkcja DJ Statik Selektah